# Абба-Эль I
Абба-Эль I — царь Ямхада, правил приблизительно в 1750—1720 года до н. э. Сын Хаммурапи I.
В правление Абба-Эля против него вспыхнуло восстание в городе Иррите, которым управлял брат царя Ярим-Лим (возможно, тождественный его будущему преемнику на ямхадском троне Ярим-Лиму II). Сам Ярим-Лим справиться с восстанием не смог, и на восставших обрушились войска самого Абба-Эля. Восстание было подавлено, а город Иррите полностью разрушен. Дабы компенсировать брату потерю его удела, Абба-Эль передал ему в наследственное владение город Алалах с окрестностями. Эта передача была оформлена особым договором, согласно которому царь Ямхада обязался не отнимать у правителя Алалаха и его наследников его владений при условии сохранения верности. Так образовалось небольшое вассальное царство Алалах (или Мукиш) со своей династией, родственной династии верховных царей Ямхада. Перед своим сувереном правитель Алалаха выступал как «человек», а перед подданными — как «царь». Таково было, вероятно, положение и других вассальных царьков в объединении, возглавляемом Ямхадом.
В то же время после смерти вавилонского царя Хаммурапи государство его наследника Самсу-Илуна стало ослабляться. Это уменьшило некоторое напряжение и соперничество между Ямхадом и Вавилоном за Верхнюю Месопотамию. Абба-Эль I даже оказывал помощь вавилонянам в борьбе с Эламом.